# Krishnapur, Badami
Krishnapur là một làng thuộc tehsil Badami, huyện Bagalkot, bang Karnataka, Ấn Độ.